# Nils Nielsen
Nils Harald Nielsen, född 16 mars 1905 i Uddevalla församling i Göteborgs och Bohus län, död 25 maj 1990 i Burlövs församling i dåvarande Malmöhus län, var en svensk läkare, psykoanalytiker, sexualupplysare och författare.

## Biografi
Efter studentexamen i Göteborg 1923 följde akademiska studier, genom vilka han blev medicine kandidat 1927 och medicine licentiat 1932 i Uppsala. Sin psykoanalytiska träning fick han av Alfhild Tamm och den österrikiske Freud-eleven Ludwig Jekels, som bodde i Sverige 1934–1937. Nielsen arbetade som läkare i Stockholm och Göteborg 1933–1949. Till hans tidiga patienter i Stockholm hörde författaren Harry Martinson, som hyllade honom 1934 i ett brev till Moa Martinson. Åren 1930–1953 var han periodvis underläkare vid Ulleråkers sjukhus, Frösö sjukhus och Beckomberga sjukhus samt psykiatriska avdelningen vid Kommunehospitalet i Köpenhamn. Från 1955 drev han egen mottagning som psykoterapeut i Malmö.
Nielsen var medlem av Clarté, medgrundare 1933 till RFSU och ledamot av International Psychoanalytic Association. Han var knuten till RFSU:s rådgivningsbyrå för sexualfrågor 1933–1957 och lärare i psykoanalys vid Köpenhamns Kommunehospital 1949–1953.
Han skrev en rad böcker, mest om psykoanalys och sexuella frågor, bland annat tillsammans med Elise Ottesen-Jensen. Han översatte också böcker, bl.a. James Branch Cabells ironiska och erotiska fantasyroman Jurgen (1919, svensk utgåva 1949). Både hans egna böcker och översättningarna gavs mestadels ut på Wahlström & Widstrand. Under 1950- och 1960-talen medverkade han flitigt på Sydsvenska dagbladets kultursidor.

## Familj
Niels Nielsen var son till övermaskinisten Waldemar Nielsen och Gerda Wassenius. Han gifte sig första gången 1932 med Märta Jansson (1907–2007, omgift Eklund och Brelén), dotter till flottchef Lars Jansson och Fanny Lidström. De fick två döttrar: journalisten och författaren Ingrid Olausson (född 1934) och läkaren Kerstin Holmquist Beling (född 1936).
Andra gången var han gift 1938–1950 med Britta von Sneidern (1913–2014), dotter till landsfiskalen Alvar von Sneidern och Eja Westman. De fick tre barn: socionom Inga Saxunger (född 1938), kompositören och sångerskan Karin Liungman (1941–2018) och ingenjören Hans Nielsen (född 1945). Genom dottern Karin är han morfar till Sofie Ljungman.
Tredje gången gifte han sig 1950 med talpedagogen Gunda Holmberg (1921–2014), dotter till kantor Gunnar Holmberg och Eva Frick. Tillsammans bedrev de psykoterapeutisk verksamhet.